# Muraújfalu
Muraújfalu (horvátul: Novakovec) falu  Horvátországban Muraköz megyében. Közigazgatásilag Bottyornyához tartozik.

## Fekvése
Csáktornyától 14 km-re északkeletre, községközpontjától Bottornyától 2 km-re délkeletre a Mura jobb partján  fekszik.

## Története
A település első írásos említése 1367-ből származik "Novakouch" alakban. 1478-ben "Nowakowecz", 1490-ben "Nowakowycz" alakban említik. A csáktornyai uradalomhoz tartozott. A Lackfiaké, majd 1397-től királyi birtok. Az uradalommal együtt 1405-től 1456-ig a Cillei család birtoka volt. Ezután a Cilleiek többi birtokával együtt Vitovec János horvát bán szerezte meg,  de örökösei elveszítették. 
Hunyadi Mátyás Ernuszt János budai nagykereskedőnek és bankárnak adományozta, aki megkapta a horvát báni címet is. 1540-ben a csáktornyai Ernusztok kihalása után a csáktornyai  uradalommal együtt rövid ideig a Keglevich családé, majd 1546-ban I. Ferdinánd király adományából a Zrínyieké lett. 
Miután Zrínyi Pétert 1671-ben felségárulás vádjával halálra ítélték és kivégezték minden birtokát elkobozták, így a birtok a kincstáré lett. III. Károly 1719-ben az uradalommal együtt szolgálatai jutalmául elajándékozta Althan Mihály János cseh nemesnek. 1791-ben az uradalmat gróf Festetics György vásárolta meg és ezután 132 évig a tolnai Festeticsek birtoka volt.
Vályi András szerint " NOVAKOVECZ. Nezaticze. Horvát falu Szala Várm. földes Ura G. Álthán Uraság, lakosai katolikusok, fekszik Dekanovecznek szomszédságában, és annak filiája, a’ természetnek szép javaival bővelkedik."
A településnek 1910-ben 1316, túlnyomórészt horvát lakosa volt. A trianoni békeszerződésig, majd 1941 és 1945 között újra  Zala vármegye Perlaki járásához tartozott. A 2001-es népszámlálás adatai szerint 976 lakosa volt.

## Külső hivatkozások
- Bottornya község hivatalos oldala
- A bottornyai plébánia honlapja